# Рингайсен, Бернард
Бернард Рингайсен (нем. Bernard Ringeissen; 15 мая 1934, Париж — 4 апреля 2025, Жизор) — французский пианист.
Окончил Парижскую консерваторию, ученик Маргерит Лонг и Жака Феврие. В 1954 году выиграл Международный конкурс исполнителей в Женеве, годом позже получил второй гран-при на Конкурсе Маргерит Лонг. В 1962 году стал победителем международного конкурса пианистов в Рио-де-Жанейро, получив также специальный приз за исполнение произведений Эйтора Вилла-Лобоса. В 1989 году удостоен Премии Роберта Шумана.
На протяжении нескольких десятилетий вёл активную концертную деятельность по всему миру (только во время гастрольной поездки середины 1950-х годов дал более 100 концертов в Канаде, Мексике и Бразилии). Неоднократно входил в жюри ведущих международных конкурсов.
Среди наиболее значительных записей Рингайсена — полные фортепианные сочинения Камиля Сен-Санса, Игоря Стравинского и Франсиса Пуленка, альбом, посвящённый фортепианной музыке композиторов «Могучей кучки», и три альбома произведений Шарля Алькана.
Умер в апреле 2025 года.